# Comportamento criminoso
Comportamento criminoso constitui um conjunto de ações elencadas por um indivíduo, que desencadeia o crime propriamente dito. Neste padrão de comportamento são confeccionados elementos diferenciados que caracterizam o sujeito autor, mesmo quando este seja desconhecido. A este conjunto de elementos compostos, dá-se o nome de Modus Operandi(MO). O MO é o método de trabalho do criminoso, determinado pela forma, pelos instrumentos usados para perpetração criminosa, pelo tipo de vítima ou contextualização do crime. Um comportamento aprendido e reproduzido sistematicamente pode se aperfeiçoar na medida em que o criminoso vai aperfeiçoando a sua forma de agir. O modus operandi pode ser regido pela assinatura do criminoso, que é a forma pela qual o mesmo alcança a satisfação emocional na execução do ato. A criminologia realiza o estudo dos UNSUB (Unknown Subject Of An Investigation) ou Sujeito Desconhecido em uma investigação, através dos traços comportamentais que o mesmo deixa na cena do crime. Isto é obtido através da perícia criminal, que busca através dos vestígios do crime, as informações necessárias para se elaborar uma hipótese do motivo do crime e do perfil criminoso. Alguns estudos apontam a possibilidade de perfis geográficos criminais, através de dados estatísticos que sinalizam padrões de comportamento criminoso em  determinadas áreas geográficas. No Brasil, existem poucos estudos sobre o comportamento criminoso, sendo os EUA e  a Europa, pioneiros no estudo destas questões. Atualmente, escritores como Ilana Casoy e João Luiz de Carvalho, laçam luz a esta  área no Brasil. Um dos pioneiros da análise comportamental criminal foi Karl Berg, que realizou uma das primeiras entrevistas com um serial killer.  No caso, Berg entrevistou Peter Kürten, conhecido como o Vampiro de  Düsseldorf que matou 12 pessoas, tendo também realizado orgias e violações com suas vítimas.
Existe uma clara distinção entre o comportamento criminoso e o comportamento delinquente. A delinquência constitui uma fase evidenciada na condição de resistência em obedecer normas. Isto decorre não apenas pelo desentendimento racional ou lógico, ou ainda devido a uma insanidade mental, o que em termos jurídicos levaria a uma alegação de inimputabilidade, mas pode ter a ver com uma estrutura perversa, que denega as leis e regozija-se com a transgressão. A delinquência caracteriza-se pela instabilidade, imprevisibilidade e incerteza quanto a respostas em determinados contextos, e a repercussão disto é a chamada conduta (ou comportamento que enquadra-se na hipótese penal). Estudos apontam que cerca de 68,6% dos jovens entre 1995-2005, os  atos infracionais cometidos contra o patrimônio foram cometidos por adolescentes, destes 15% estavam envolvidos com o tráfico de drogas e, 1,3% cometeram crimes contra a vida. Os crimes contra o patrimônio e o uso de drogas caracterizam um comportamento delinquente, devido ao reativo padrão comportamental que contrapõe-se contra o status quo. No entanto, a delinquência quando não é re-educada, fatalmente  leva ao comportamento criminoso. 1,3% dos adolescentes que atentam contra a vida, já estão inseridos no padrão do comportamento criminoso, sendo este ato, uma iniciação a comportamentos mais perigosos e que revela uma forte tendência a criminalidade de alta periculosidade social. Indivíduos fortemente motivados a perpetrar crimes acabam investindo esforços em descobrir oportunidades de cometer crimes cada vez mais audazes, e no caso esta tendência associa-se profundamente com o comportamento psicopata. A motivação quando encontra engajamento ideológico e grupal, gera nas interações nucleares, predisposições cognitivas e comportamentais para perpetração do ato criminoso.
Sinaliza-se aqui, que o crime não pode ser compreendido fora de um contexto espaço-tempo, isto inclusive no ordenamento jurídico brasileiro, tem uma previsão no art. 1 do Código Penal, que sinaliza que um comportamento precisa de cominação para caracterizá-lo como conduta.  O comportamento criminoso aponta uma ruptura com o comportamento social, e que muitas vezes sinaliza um processo de exclusão material ou subjetiva. Sendo os laços sociais reais, atos simbólicos, o comportamento criminoso por si só radica no simbolismo subjetivo que enseja uma mensagem a cerca da ruptura que o agente da conduta faz. Exatamente deste processo, é que a investigação criminal perfila as características do UNSUB. 